# Партизански отряд на Единадесета пехотна македонска дивизия
Партизанският отряд на Единадесета пехотна македонска дивизия е военно формирование (съединение) на България, участвало в Първата световна война от 1915 – 1918 година.
Личният състав се състои от четници и войводи на Вътрешната македоно-одринска революционна организация и така отрядът е наследник на Партизанските формирования на Македоно-одринското опълчение.

## Предистория
Натрупаният опит от Балканската и Междусъюзническата войни показва, че дейността на партизанските отряди могат да осигуряват ефективна разузнавателна дейност при добра организация и тясно взаимодействие с редовната армия. Създаването на партизански отряд и зачисляването на четниците като редовни войници се обмисля още през първата половина на 1915 година, когато се подготвят щатовете на Кадровата дивизия, бъдещата 11-а. В края на април е изготвен „Правилник за тайна разузнавателна служба“, който предвижда във военно време широко използване на услугите на българското население на вражеска територия. Зачисляването на четниците към българската войска им осигурява третиране като военнопленници и ги предпазва от незабавен разстрел като „бунтовници“, „разбойници“ и „мародери“.

## Формиране
На 22 август 1915 година със заповед по Военното ведомство №421 е формиран Партизанският отряд, който по щат се състои от щаб, пунктове за събиране на сведения, партизанска рота и партизански взводове. В щаба на отряда влизат – началник, командирът на 3-та бригада на Кадровата дивизия и член на Централния комитет на ВМОРО полковник Александър Протогеров, назначен на 11 септември, разузнавателна секция с началник капитан Константин Панов и административна секция с началник поручик от запаса Никола Лефтеров, назначени на 12 септември. Съставът на щаба е 47 души. На разположение на щаба още при обявянето на мобилизацията са другите двама члена на ЦК на ВМОРО Тодор Александров и Петър Чаулев.
Разузнавателната секция води на отчет партизанските взводове в Македония и изпращани от България, събира и обработва информацията за противника и през щаба на дивизията я препраща към щаба на 2-ра армия и в щаба на действащата армия. Административната секция има за цел да организира временно административното управление на освободените територии, докато то бъде поето от Главното тилово управление или МВР. Кадрите на секцията са набирани „измежду най-интелигентните войници в дивизията, родом от Македония“.
Предвидени са десет пункта за събиране на сведения, всеки с началник и шестима куриери, но първоначално се организират само шест. Пункт №1 е в Кюстендил с началник старши подофицер Петър Чаулев, а по-късно младши подофицер Ангел Узунов, пункт №2 е в Струмица с началник младши подофицер Славчо Ефремов, пункт №3 е в Горна Джумая с началник младши подофицер Иван Караджов, пункт №4 е в Неврокоп с началник старши подофицер Стоян Филипов, пункт №5 е в Петрич с началник младши подофицер Захарий Новев Пандулов и пункт №6 е в Петрово с началник старши подофицер Илия Аргиров.
Отделната партизанска рота е формирана по-късно и по щат има 3 офицери и 290 фелдфебели, подофицери и войници.
Партизанските взводове по щат са 60, с командир старши подофицер, четири отделения с командири младши подофицери, 30 строеви войници, пет куриери и разузнавачи. На практика са формирани по-малко, а числеността им е различна. За отделни задачи взодовете често се обединяват временно в роти. Основната част на личния състав на взводовете са македонски българи с дълъг стаж във ВМОРО. Така например в Прилепския партизански взвод на Даме Попов от 26 души, 16 са от Прилепско, 2 от Велешко, 5 от Воденско и 2 от Тиквешко, като никой не е напускал Македония.
Със започването на бойните действия организацията на Партизанския отряд претърпява редица промени – откриват се нови пунктове, сменят се ръководители, закриват се стари. Малко от четите на ВМОРО, както и спонтанно създадени български милиции не успяват своевременно да бъдат зачислени към Партизанския отряд и действат срещу съглашенските части самостоятелно, но до края на войната със Сърбия всички четници на ВМОРО са зачислени като войници в Българската армия.

## Боен път
Дни преди началото на бойните действия щабът на Партизанския отряд издава заповед до всички взводове, куриери и въоръжената милиция в Македония да окажат всякакво съдействие на настъпващата българска войска, да действа по фланговете и в тила на вражеските подразделения, да нарушават комуникациите на противника, да разузнават позициите му и да предават информацията на най-близките български части. Взводните командири получават специални инструкции за разузнаване и разпитване на пленници.
В дните преди началото на войната партизанските взводове се занимават с прекъсване на телеграфните съобщения във Вардарска Македония. На 30 септември командирите съобщават, че всички телефонни и телеграфни връзки по направленията на бъдещето българско настъпление са унищожени с помощта на местното население. Към 14 октомври „всички [партизански взводове] са в контакт с противника по целия фронт от Щип до Струмица“. Пунктовите началници в Кюстендил и Горна Джумая Чаулев и Караджов навлизат в Македония и заедно с местните взводове организират български милиции. В Кожух, Велешко, Щипско, Конечката планина се формират нови взводове.
В Кратовско взводът на Дончо Ангелов прекъсва навсякъде сръбските съобщителни връзки, арестува сръбското общинско управление в Лесново, разбива сръбските части и влиза в Кратово един ден преди настъпващата българска войска и подпомага всячески настъплението на Двадесет и втори пехотен тракийски полк.
В Щипско на 11 октомври 1915 година взводът на Иван Бърльо от 30 души и на Ефрем Миладинов заедно с местна милиция дават голямо сражение на настъпващи срещу Щип две сръбски роти, спират ги при село Драгоево и ги принуждават да отстъпят към Криволак.
В Радовишко велешкият взвод на старши подофицер Петър Овчаров и радовишкият на старши подофицер Петър Лесев заедно с местна милиция нападат в тил отстъпващите от Радовиш сръбски части, освобождават града и установяват в него българска власт.
В Кочанско кочанският взводът на Симеон Георгиев води боеве по Осогово до връх Калиманица и между Султан тепе и Градец планина и допринася за пленяването на няколко сръбски оръдия.
Партизанската рота на старши подофицер Петър Чаулев и Павел Христов, в която влизат няколко партизански взвода, взима участие във всички боеве при настъплението на българската армия по направлението Прилеп – Битоля – Охрид и освобождават Крушево.
При началото на бойните действия Панайот Карамфилович, макар и назначен за началник на административната секция на отряда, поема командването на партизанска рота, с която участва в боевете на Градец планина и на височината Баба.
Френското настъпление в района на Криволак налага организацията на стегната разузнавателна мрежа. Генерал-майор Константин Жостов разпорежда това на командира на 11-а дивизия генерал Кръстьо Златарев, който дава указание на полковник Протогеров да се дават точни указания на колко се може повече партизански взводове, част от тях с малък личен състав от 5 – 10 души македонски българи да се насочат в тила на противника и да се осигурят съгледвачи, които легално със сръбски паспорти да се насочат към тила на противника – Битоля, Гевгели и Солун и да предават информация чрез българското консулство в Солун.
В изпълнение на указанията началникът на Партизанския отряд Протогеров към 20 октомври разделя зоната на запад от Вардар на два участъка – на север и юг от линията Велес – Прилеп – Битоля. Общ началник на двете групи партизански взводове е Константин Панов. Разузнаването по гръцката граница се води от легални разузнавачи в Битоля, Лерин, Воден и Енидже Вардар, които комуникират с армията през Солун.
Западната група се състои от 5 взвода на отряда, заедно с две местни незачислени чети. Групата има задача да организира партизански нападения в сръбския тил в Бабуна и Прилепско и освен това да организира местни взводове в Охридско, Дебърско, Кичевско, Битолско и Прилепско, като се използват и зле настроените срещу сръбската власт местни албанци, да прекъсне връзката на съглашенците с Адриатика чрез активни действия по линията Битоля – Охрид – Дебър – Косово, да следи движението на части и припаси, да осигурява местни водачи, да унищожава сърбоманските чети и да се усили контролът над сърбоманските села.
Основен пункт на групата е този във Велес, но се откриват и помощни – в Тетово с началник Атанас Албански и в Гостивар с началник Захарий Новев. Велешкият пункт е под ръководството на Иван Караджов, а по-късно е поет от Ангел Узунов, преди това началник на пункта в Щип.
Източната група се състои от 8 взвода и 2 местни чети, а направлението им на действие е Велес – Бабуна – Беяз тепе – Кожух. Задачата им е да унищожат телеграфните съобщения и са събират информация за придвижването на войска и материални средства, както и за придвижване на понтонни средства по Вардар, строеж на мостове и други. Взводовете действа в районите на Прилеп, Кавадарци, Демиркапия и Гевгели.
В Егейска Македония разузнаването се води от пунктовете в Струмица, Петрич и Неврокоп, които изпращат малки чети или отделни агенти. Указанията са в Егейска Македония да се действа предпазливо, като се избягват въоръжени сблъсъци, предвид колебливата позиция на Гърция.